# Romero San Juan

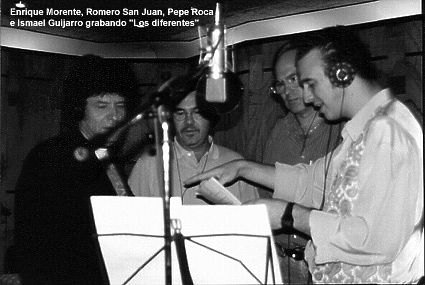
Enrique Morente, Romero San Juan, Pepe Roca e Ismael Guijarro durante el registro de la canción contra la xenofobia Los diferentes.

Romero San Juan (Rafael Hornero Romero de la Osa: San Juan de Aznalfarache, provincia de Sevilla, 1948-Sevilla, 16 de julio de 2005) fue un cantante y compositor español de canción andaluza.

## Trayectoria artística
Comenzó su carrera artística desde su infancia participando en diferentes coros municipales, ganando con uno de ellos el premio de Radio Nacional de España. No fue hasta principios de años 80 cuando, después de acompañar a Los Morancos, comenzó a disfrutar del éxito. Su labor como compositor de éxito lo llevó a ser solicitado por los grupos más famosos que solían incluir algunas de sus letras en las nuevas promociones de discos de sevillanas que suelen producirse en vísperas de la Feria de Abril. Entre sus canciones más conocidas se encuentran Creó Andalucía, Pasa la vida, Cuéntame, Poderío o Sevilla tiene un color especial que dio a conocer el dúo Los del Río. Entre los músicos que ha llevado en sus conciertos y han participado en sus discos están: Raimundo Amador, Carles Benavent, Vicente Amigo, Rafael Riqueni, Rogelio Conesa y un largo etcétera. Además presumía de haber realizado una gira con Camarón de la Isla.
Su mayor éxito estuvo en saber innovar y llegar al público consiguiendo obras maestras con una delicadeza y sensibilidad sublime. Su manera de cantar tan íntima y su creatividad genial hicieron de él un artista único que quedará grabado en la memoria histórica de la música andaluza. Compuso numerosas sevillanas y grabó canciones como “Cuéntame”, " Pasa la vida", “Creó Andalucía”, “Poderío” o popularísimas canciones como "Sevilla tiene un color especial" que Los del Río consiguieron hacer universal. Su delicada salud hizo que su actividad artística se redujese en estos últimos años aunque su amor al arte flamenco y las sevillanas en especial lo tuvieron siempre cerca del mundo del cante y la guitarra. El 14 de noviembre de 2004 muere uno de sus dos hijos de manera trágica en un accidente de moto. A raíz de aquella desgracia, empezaron sus problemas de corazón. El 16 de julio de 2005 fallecía en Sevilla a causa de un infarto de miocardio.
- Datos: Q5806530